# Guancheng (häradshuvudort i Kina, Shandong Sheng, lat 36,48, long 115,44)
Guancheng (kinesiska: 冠城) är en häradshuvudort i Kina. Den ligger i provinsen Shandong, i den östra delen av landet, omkring 140 kilometer väster om provinshuvudstaden Jinan. Antalet invånare är 764 864. Befolkningen består av 373 151 kvinnor och 391 713 män. Barn under 15 år utgör 17,0 %, vuxna 15-64 år 74 %, och äldre över 65 år 7,0 %.
Runt Guancheng är det tätbefolkat, med 683 invånare per kvadratkilometer. Det finns inga andra samhällen i närheten. Trakten runt Guancheng består till största delen av jordbruksmark.
Genomsnittlig årsnederbörd är 630 millimeter. Den regnigaste månaden är juli, med i genomsnitt 207 mm nederbörd, och den torraste är januari, med 3 mm nederbörd.